# Gauliga Mecklenburg
La Gauliga Mecklenburg fue la liga de fútbol más importante de los territorios de Mecklenburg-Strelitz y el Estado Libre de Mecklenburg-Schwerin de 1942 y 1945 durante el periodo de la Alemania Nazi.

## Historia
La liga fue creada en 1942 luego de que la Gauliga Nordmark se dividiera en tres Gauligas separadas debido a la redistribución geopolítica de la Alemania Nazi a causa de la Segunda Guerra Mundial.
En su primera temporada contó con la participación de 10 equipos de la región, los cuales se enfrentaban todos contra todos a visita recíproca y el campeón clasificaba a la fase nacional de la Gauliga, mientras que los tres últimos lugares de la tabla descendían de categoría. El formato de competición se mantuvo por una temporada más hasta que la liga fue cancelada en 1945 a causa de la ocupación de las Fuerzas Aliadas en Alemania.
Con la caída del régimen nazi la Gauliga deja de existir y la región de Mecklenburg es controlada por la Unión Soviética, zona que más tarde pasaría a ser la Alemania Democrática. Como consecuencia de la Segunda Guerra Mundial, los equipos de Mecklenburg pasan a jugar en la DDR-Oberliga, la primera división de Alemania Democrática.

## Equipos Fundadores
Estos fueron los diez equipos que disputaron la primera temporada de la liga en 1942/43:
| - TSG Rostock - LSV Rechlin - LSV Rerik - LSV Neubrandenburg - LSV Warnemünde | - TSK Rostock - TSV Wismar - SV Schwerin 03 - VfL Güstrow - Neukaliss |

## Lista de Campeones
| Temporada | Campeón             | Finalista             |
| --------- | ------------------- | --------------------- |
| 1942-43   | TSG Rostock         | Luftwaffen SV Rechlin |
| 1943-44   | Luftwaffen SV Rerik | Luftwaffen SV Rechlin |

## Posiciones Finales 1942-44
| Club                 | 1943 | 1944 |
| -------------------- | ---- | ---- |
| TSG Rostock          | 1    | 7    |
| LSV Rechlin          | 2    | 2    |
| LSV Rerik            | 3    | 1    |
| LSV Neubrandenburg   | 4    | 5    |
| LSV Warnemünde       | 5    | 6    |
| TSK Rostock          | 6    | 10   |
| TSV Wismar           | 7    |      |
| SV Schwerin 03       | 8    | 4    |
| VfL Güstrow          | 9    |      |
| Neukaliss            | 10   |      |
| WSV Ludwigslust      |      | 3    |
| KSG Wismar-Tarnewitz |      | 8    |
| WKG Heinkel Rostock  |      | 9    |